# Ruhakana Rugunda
Ruhakana Rugunda (nacido en 7 de noviembre de 1947) es un político ugandés, Primer ministro de Uganda desde 2014 hasta 2021. 
Físico de profesión, ocupó diversos puestos de gabinete bajo el gobierno de Yoweri Museveni desde 1986. Ha sido ministro de relaciones exteriores de 1994 hasta 1996 y ministro del interior de 2003 hasta 2009. Posteriormente fue representante permanente de las Naciones Unidas de 2009 hasta el 2011 y ministro de salud del 2013 hasta el 2014.
Fue nombrado primer ministro el 18 de septiembre de 2014, reemplazando a Amama Mbabazi, quien fue destituido del gabinete.

## Primeros años y educación
Nació en el distrito de Kabale el 7 de noviembre de 1947. Cuando era niño, solía sentarse y leerle los periódicos a su padre Surumani Rugunda, y fueron estas experiencias a una edad joven que despertó su posterior interés hacia la política. Rugunda asistió al Instituto Kigezi y a la Universidad Busoga Mwiri donde sirvió como prefecto jefe, antes de unirse a la Facultad de medicina de la Universidad Makesrere y más tarde a la Universidad de Zambia, donde estudió medicina, graduándose con un bachillerato en medicina y bachillerato en cirugía. Más tarde estudió en la Universidad de California en Berkeley y obtuvo una maestría en ciencias en salud pública. Antes de unirse a la política ugandesa, Rugunda trabajó como médico en Zambia, como físico en el Hospital general de Washington D. C. y en el Hospital nacional Kenyatta en Nairobi, Kenia.[cita requerida]

## Carrera política
Mientras asistía a la Universidad Makerere en Uganda, Rugunda, generalmente era apodado como "Ndugu" (en suajili "hermano") por sus amigos, ejerció como presidente de la Unión Nacional de Estudiantes de Uganda (NUSU), un movimiento juvenil políticamente vibrante. Como un joven activista político, Rugunda fue parte del Congreso Popular de Uganda (UPC) y se decía que era simpatizante del presidente Milton Obote. Fue uno de los pocos que había sido visto por Obote como los futuros dirigentes del partido y del país. En uno de sus últimas entrevistas antes de su muerte, Obote se lamentó por qué la brillante Uganda cayera en manos de Yoweri Museveni y el Movimiento de Resistencia Nacional que actualmente continua en el mando.
En 1985 se reunió con los dirigentes del Movimiento de Resistencia Nacional Ugandés (NRM) en la posada "Zum grünen Jäger" en Unterolberndorf, Austria, para una conferencia conspirativa para elaborar un programa político para la liberación de Uganda.
Después de que Museveni tomara el poder en 1986, Ruganda tuvo un numerosos puestos de gabinete: fue ministro de salud de 1986 hasta 1988, ministro de trabajo, transporte y comunicación de 1988 hasta 1994, ministro de asuntos exteriores de 1994 hasta 1996, ministro de información de 1996 hasta 1998, presidente del gabinete de 1998 hasta el 2001, ministro de agua, agricultura y medio ambiente de 2001 hasta el 2003, y ministro del interior de 2003 hasta el 2009.
También asumió como presidente de la comisión electoral NRM, como parlamentario por el municipio de Kabale, y como Programa de las Naciones unidas para el Medio Ambiente (UNEP). En julio de 2006, Rugunda dirigió un equipo negociador del gobierno de Uganda a Yuba, Sudán para mantener las relaciones de paz con Ejército de Resistencia del Señor.
En enero de 2009, fue nombrado como el representante Permanente de Uganda en las Naciones Unidas. Al mismo tiempo, su cargo fue ascendido a nivel de gabinete ministerial en Uganda. Ha ejercido dos veces como Presidente del Consejo de Seguridad de las Naciones Unidas en julio de 2009 y en octubre de 2010 durante el periodo de Uganda en el Consejo de Seguridad. En el cambio de gabinete del 27 de mayo de 2011, fue en cambio nombrado como ministro de información y tecnología de comunicación. En mayo de 2013,  fue trasladado al puesto de Ministro de Salud, reemplazando a Christine Ondoa, quien se convirtió en asesor del Presidente de Uganda en asuntos de salud pública.
Rugunda fue nombrado primer ministro el 18 de septiembre de 2014.

## Vida privada
Rugunda está casado con Jocelyn Rugunda, con la que tiene cuatro hijos. Le gusta leer, jugar tenis y ajedrez en su tiempo libre.